# Djasr Kasentina
Ne doit pas être confondu avec Constantine (Algérie).
Djasr Kasentina anciennement Gué de Constantine, est une commune de la wilaya d'Alger en Algérie, située dans la banlieue Sud d'Alger.

## Géographie
Le territoire de la commune se trouve à une altitude moyenne de 60 mètres. Son territoire est situé sur une colline qui descend jusqu'au lit de l'oued El Harrach.

### Situation
Gué de Constantine est située à environ 10 kilomètres au sud d'Alger-Centre.
| Birkhadem                | Kouba, Forêt de Kouba. | Bachdjerrah Bourouba |
| Saoula                   | Gué de constantine     | Bourouba             |
| Saoula, Forêt de Saoula. | Baraki Birtouta        | Baraki Bourouba      |

### Hydrographie
Elle est bordée au sud par l'oued El Harrach et à l'ouest par l'oued Rouaiss dit aussi oued El Kerma.

### Voies de communication et transports

#### Infrastructure de transport
Elle est desservie à l'ouest par la rocade sud d'Alger mais aussi au sud par la route nationale 38 et au nord par la route nationale 63.

#### Transports en commun

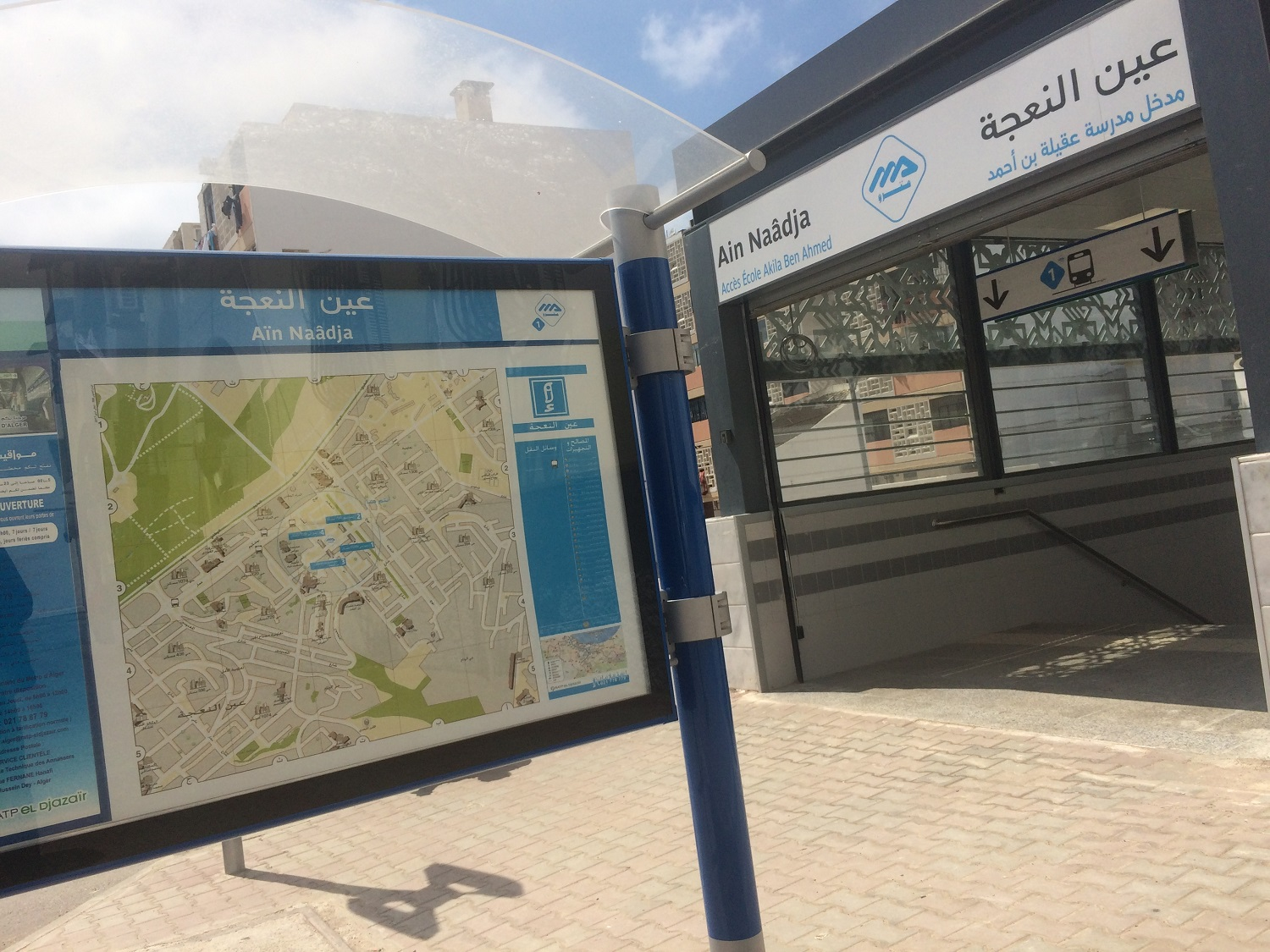
Entrée de la Station de Aïn Naâdja
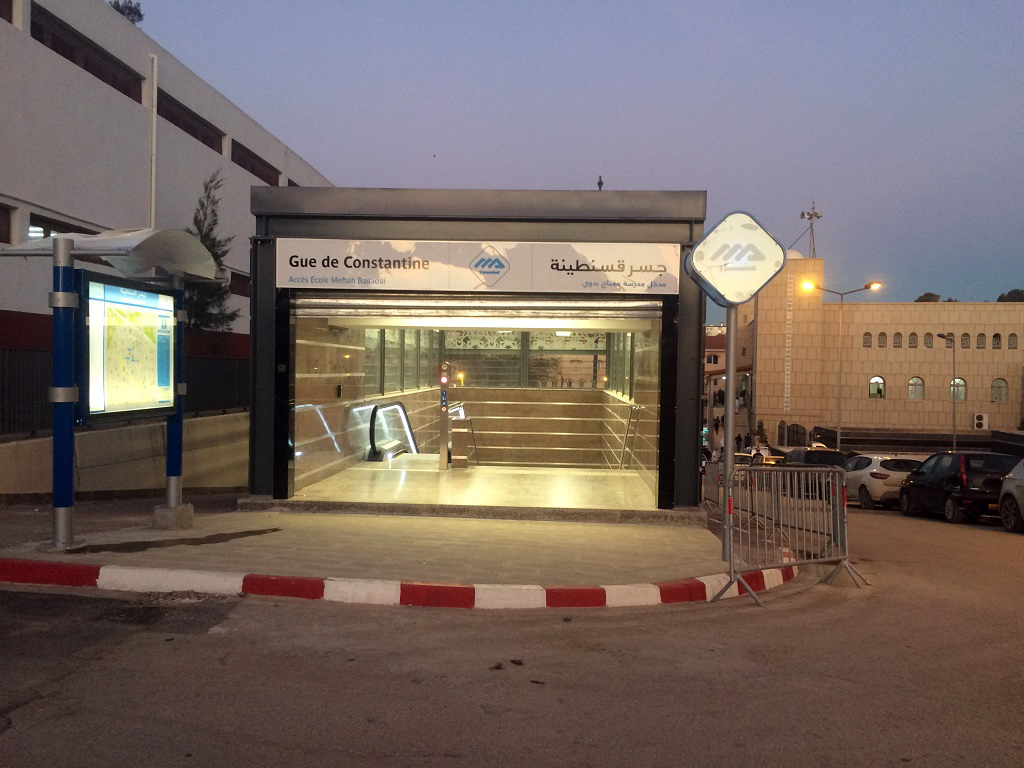
Entrée de la Station Gué de Constantine

La commune dispose de deux gares ferroviaires, celle du Gué de Constantine, dans le au quartier Semmar, et celle de Aïn Naâdja, toutes deux desservies par la train de banlieue du Réseau ferré de la banlieue d'Alger sur les branches Zéralda et El Affroun.
Elle est également desservie par la ligne 1 du Métro d'Alger aux stations Gué de Constantine et Aïn Naâdja. Les stations Mohamed Boudiaf, Aïn Naadja-Gare et Parc Urbain sont actuellement en construction pour une ouverture en 2022.
Plusieurs bus de l'ETUSA traversent la commune :
- 67 : Haï El Badr - Baraki
- 79 : 1er Mai - Ain Maalha
- 81 : Hai El Badr - Ain Naadja
- 82 : Bachdjerrah - Ain Naadja

## Urbanisme

### Morphologie urbaine
La commune est une ville nouvelle, constituée principalement de grands ensembles construits au début des années 1980. Seules quelques fermes à l'ouest et une petite zone industrielle au sud existaient au début de son urbanisation.

### Quartiers de Gué de Constantine

#### Ain Naadja ancienne
On y trouve les plus anciennes habitations, d'anciennes fermes mais de plus en plus de lotissements remplacent ces dernières.

#### Ain Naadja

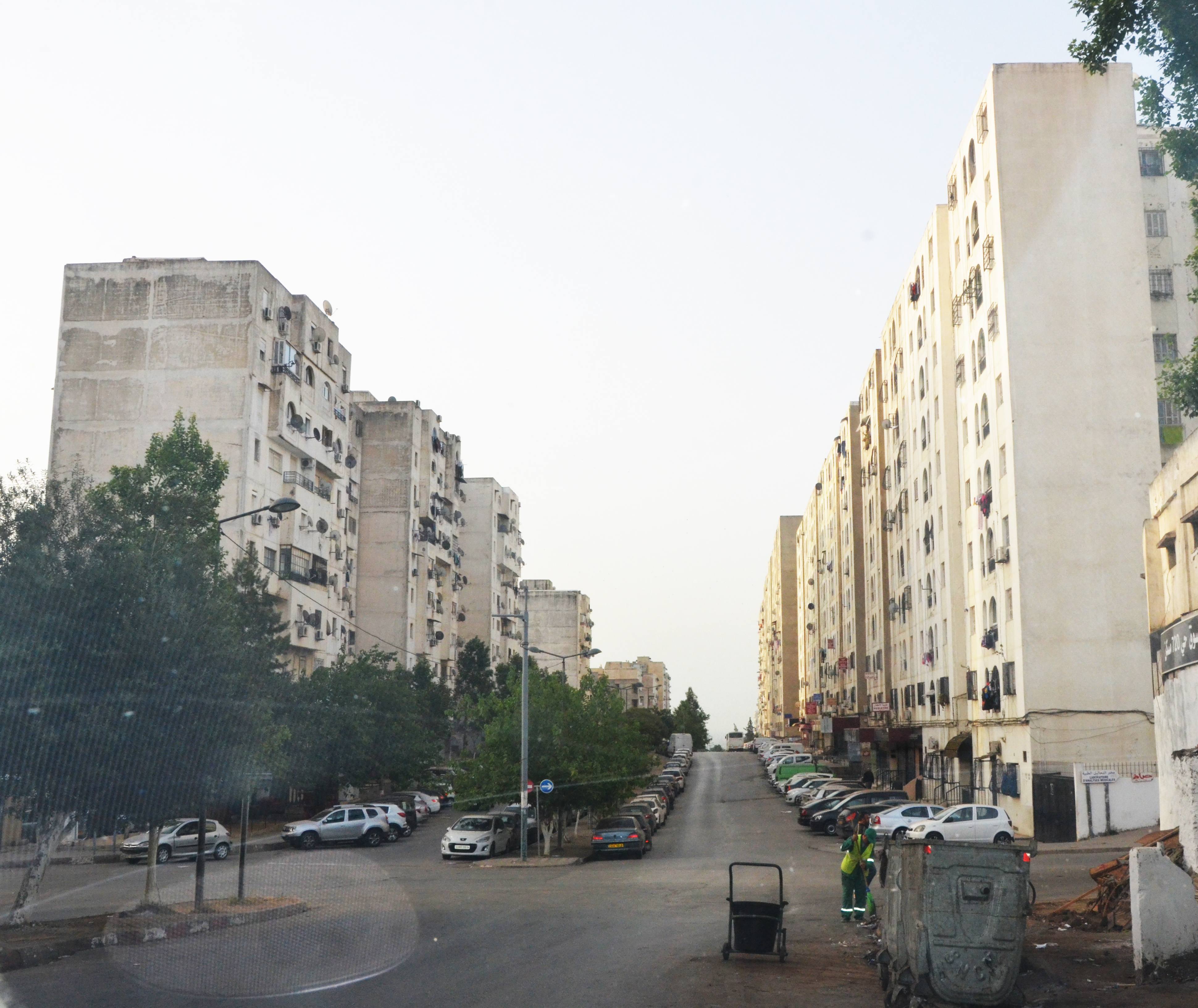
Cité Djilali Ammari (2 248 logements) de Ain Naadja

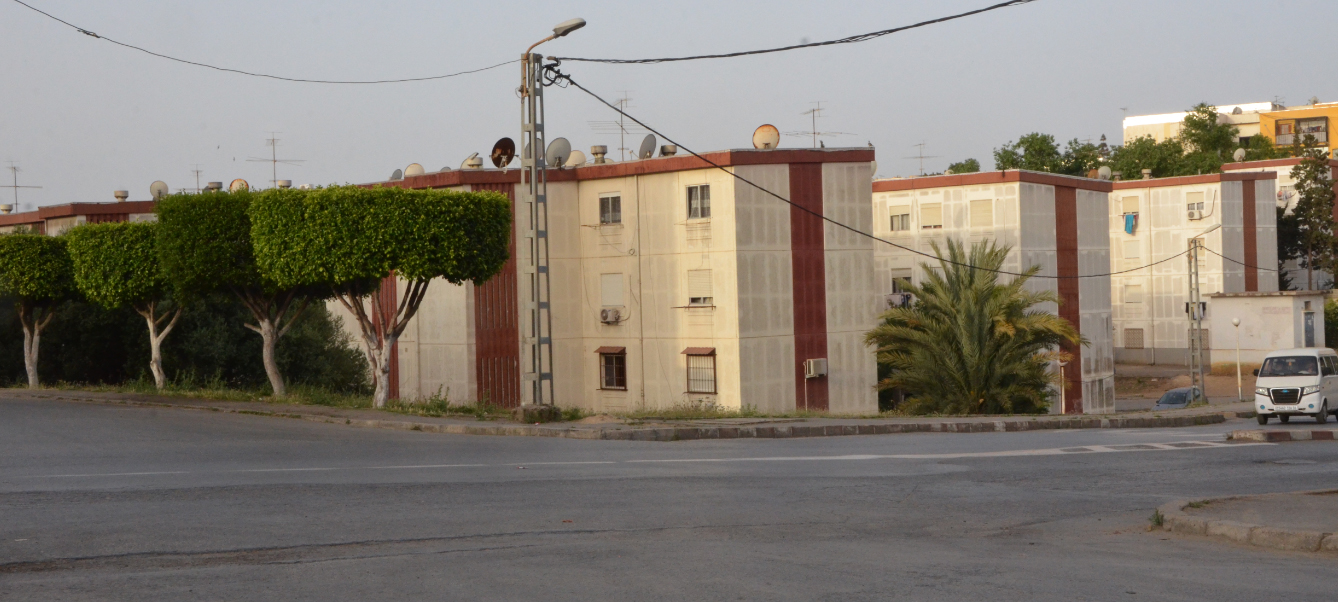
Cité Nassim de Ain Naadja

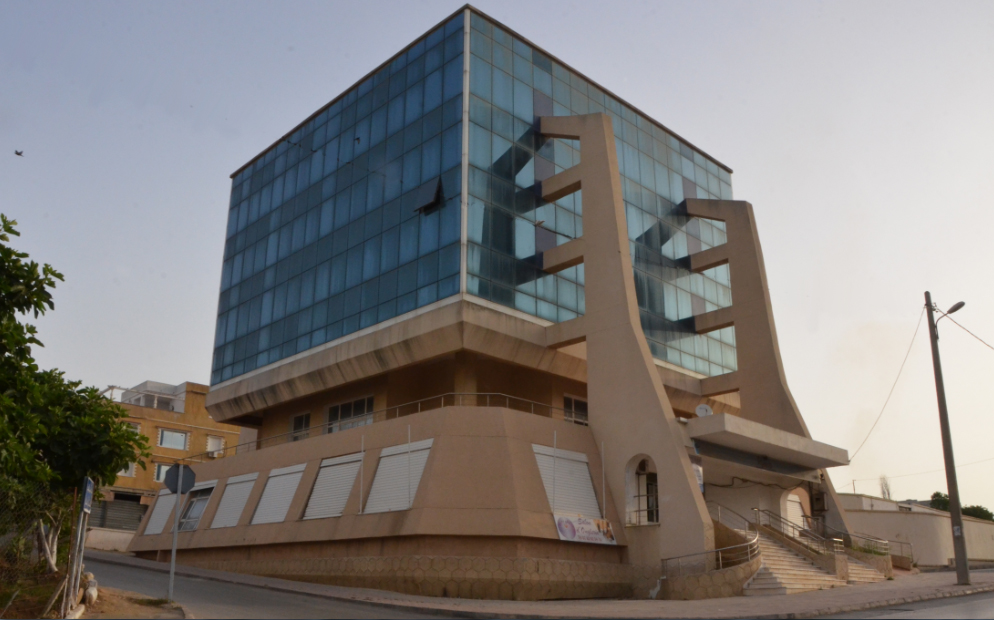
Centre d'affaire Sahraoui de AIn Naadja

C'est un plateau de 250 hectares constitué où il a été décidé de construire de grands ensembles par décret en 1978. Il est constitué d'une vingtaine de cités construites entre les années 1980 et 2000 :
- Cité 630 Logements
- Cité Djilali Ammari (2 248 logements)
- Cité 1306 logements

- Cité Smail Rouha (720 logements)
- Cité Morsi (1 074 logements)
- Cité Abdelkader Hadhria (237 logements)
- Cité Athmane Bouzid (310 logements)
- Cité Mohamed Chinoun (196 logements)
- Cité Ait Kaci Azou Mohand Ourabah (Cité Nassim)
- Cité Mohamed Bounbirat
- Cité Tahar Laib (Cité Hayat)
- Cité 17 octobre 1961
- Cité 8 Mai 1945
- Cité 224 Logement ( Avenue Mohamed Boudiaf) En face d’Algérie Telecom et La Poste.
- Cité Mohamed Khennouche
- Cité El Ali Ali
- Cité Abderrahmane Belazrak
- Cité Ahmed Taazibt
- Cité Mohamed Redouane (202 logements)
- Cité Said Ramdane (224 logements)

#### Semmar
Un lotissement nommé Solari s'est constitué dans les années 1950 autour de la gare ferroviaire et de la zone industrielle. Dans les années 1990 de nouveaux lotissements sont venus s'ajouter. On y trouve de nombreux grossistes.

#### Ain Malha
Territoire urbanisé dans les années 2000 avec deux grands ensembles. De nouvelles cités sont en construction :
- Cité Messaoud Zoughar ;
- Cité Belhadj Bouchaib.

## Histoire
À l'époque ottomane se trouvait le Haouch Hussein Pacha qui deviendra la ferme modèle sous la colonisation française, on y trouvait aussi un pont qui permettait de franchir l'Oued El Harrach pour aller vers l'est et qu'on appelait le Gué de Constantine, qui donnera plus tard le nom à la commune.
Sur ce territoire faisant partie de la commune Kouba, en 1862 y est inaugurée la gare ferroviaire de Gué de Constantine sur la ligne Alger-Blida. Des industries s'installent pas loin comme une soufrerie ou des briqueterie
En 1950, la commune était nommé la capitale du Bière Français pour leurs usine et leurs grandes fermes.
En 1978, il est décidé de la création d'une zone d'habitation urbaine à Ain Naadja.
La commune de Djasr Kasentina est créée en 1984 à partir de territoires détachés des communes de Kouba, Birkhadem et Hussein Dey.

## Population et Société

### Démographie
| 1987   | 1998   | 2008    |
| ------ | ------ | ------- |
| 34 920 | 82 729 | 133 247 |

### Enseignement

#### Enseignement scolaire
- 33 écoles primaires publiques
- 10 Collèges d'enseignement moyen publics (CEM)

- CEM Imam Abou Hanifa Naamane
- CEM Nouveau
- CEM Mohamed Zouaoui
- CEM Sonelgaz
- CEM Abdellah Boufellah
- CEM Fatma Zerdami
- CEM Mohamed Salhi
- CEM Mohamed Lounis
- CEM Mahmoud Ben Merdja
- CEM Hicham Ben Abdelmalek

- 4 Lycées publics

- Lycée Said Lemia
- Lycée Bahia Hidour
- Lycée Cherif Sebahi
- Lycée Mohamed Salah Rabah

#### Formation professionnelle
- 2 CFPA

- CFPA Rabah Ben Yahia
- CFPA Mohamed Hamraoui

### Santé
- Une maternité, annexe du CHU Nafissa Hamoud (ex-Parnet)
- Hôpital militaire d'Aïn Naadja

## Économie
De nombreux sites industriels se sont installées dès le début du XXe siècle le long de ligne de chemin de fer. On y trouve une usine de cableries (CABEL), l'entreprise d'emballages métalliques (EMB), EDIMEL, le groupe de cimenterie GICA, Saidal, Asmidal, ONAB.
La direction générale du groupe Sonelgaz ainsi que plusieurs filiales sont dans la commune sur un site de 25 Ha.

## Vie quotidienne et patrimoine

### Sport
- Espoir Club de Ain Naadja (ECA), Handball
- Handball Club de Ain Naadja (HCA), Handball
- Union Sportive Populaire Gué de Constantine (USPGC), Football
- Olympic Gué de Constantine (OGC), football
- Itihad Riadi Djesr Kassantina (IRDK), Football, Athéltisme et Basket Ball
- Etoile Sportive Djesr Kassentina (ESDK), Karate Do, athlétisme et Boxe